# البطانة

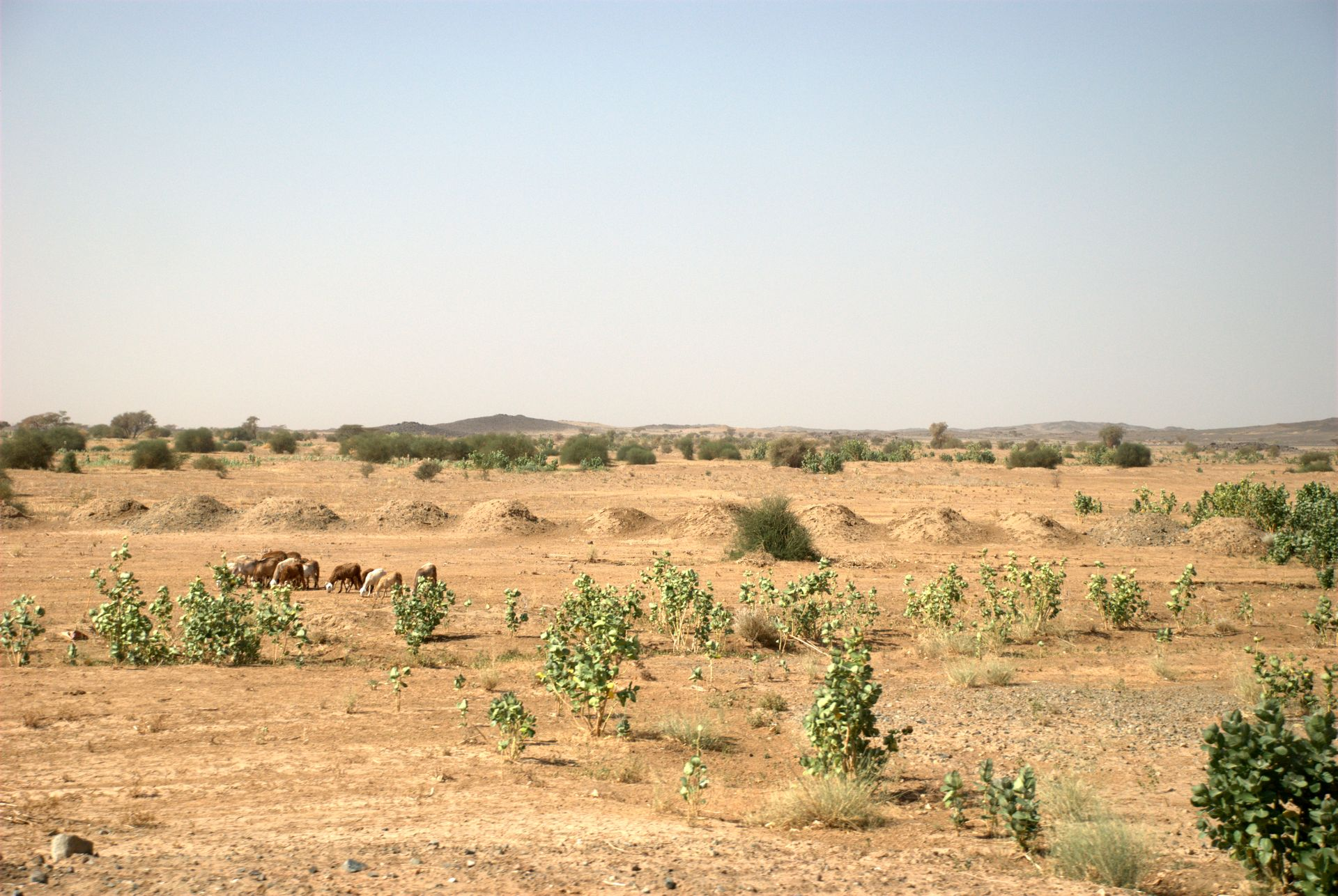
المناخ السهبي الجاف يغلب على القسم الشمالي والشرقي من البطانة

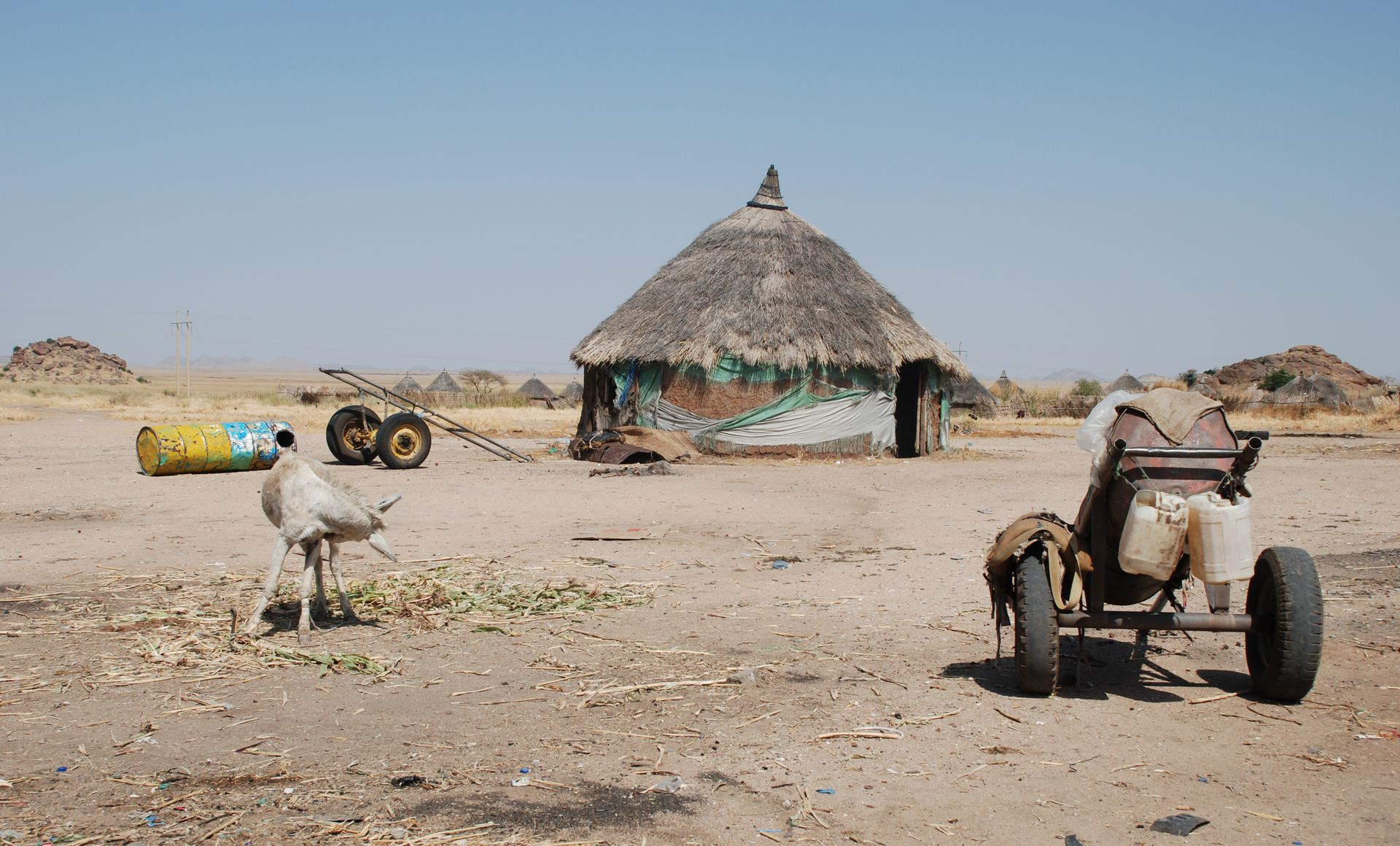
ديار في غرب القضارف.

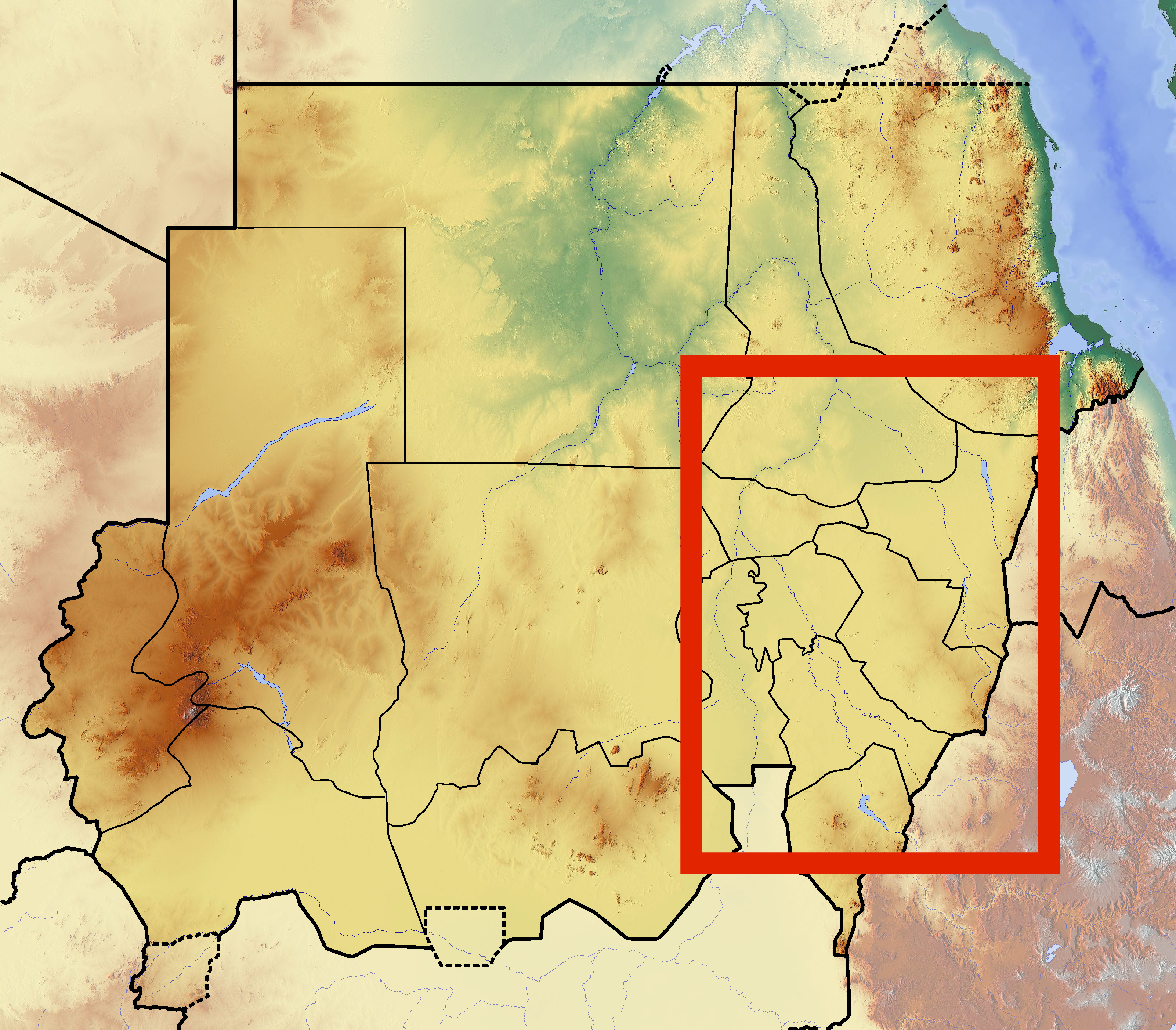
موقع محلية البطانة.

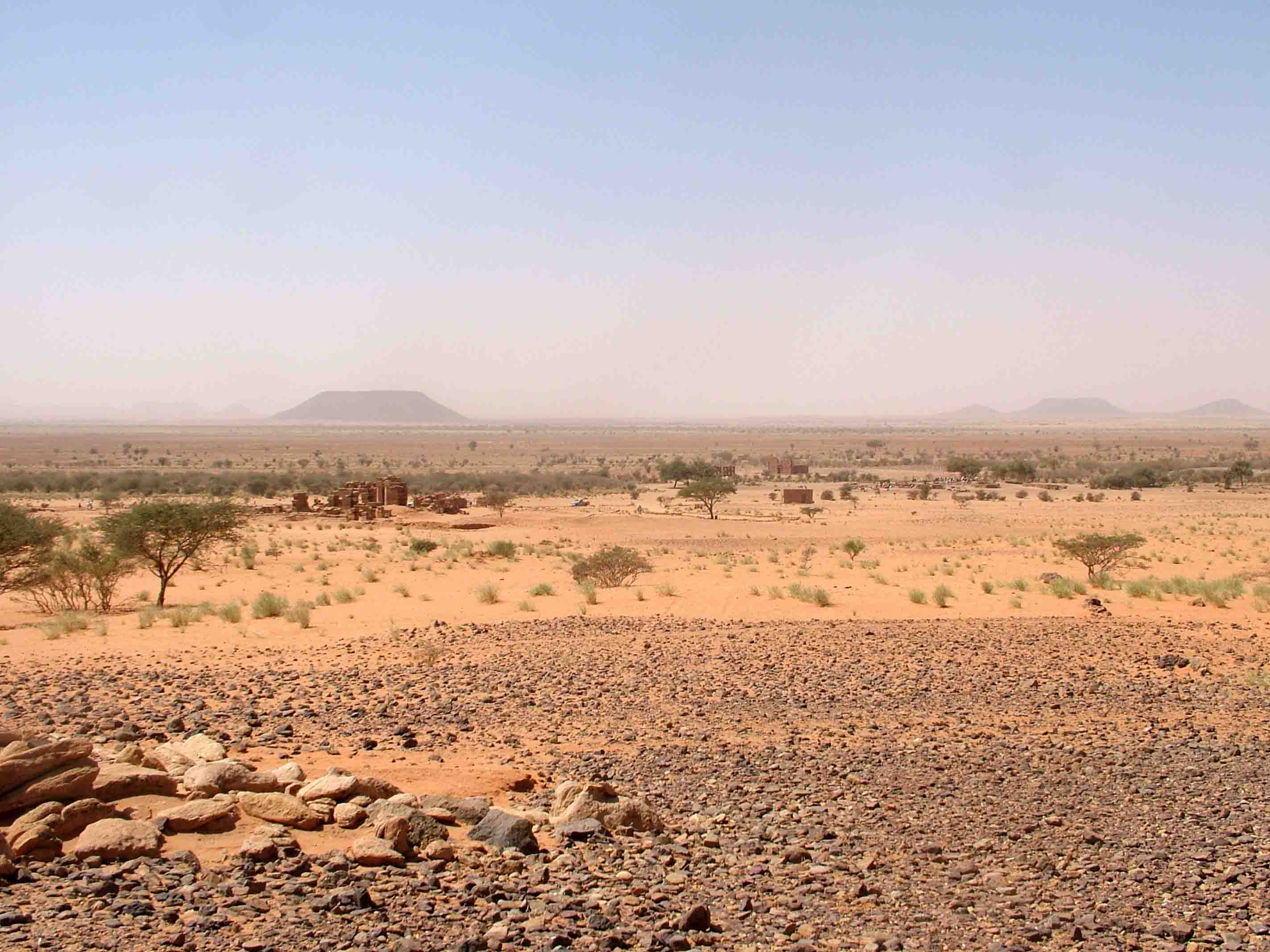
البطانة

البطانة اسم منطقة واسعة من السودان. وقد تشير إلى عدد من الأماكن الواقعة بداخلها. تعريفها العام كالآتي: يحدها نهر النيل من الخرطوم إلى مدينة عطبرة ثم نهر عطبرة حتى إثيوبيا ثم الحدود الإيثيوبية حتى النيل الأزرق وصولا إلى الخرطوم. تتضمن معظم ولاية القضارف إضافة إلى ولايات كسلا ونهر النيل والخرطوم والجزيرة وسنار.
فيلاحظ المرء استواء الأرض وقلة الجبال والتلال الشيء الذي ميز سهل البطانة وجعله في موسم الخريف مثل البساط الأخضر الزاهي. ثم أن السهل المنبسط ساعد في قيام مشاريع زراعية ضخمة كمشروع حلفا الجديدة الزراعي ومشروع الرهد الزراعي. فكل ركن من أركان سهل البطانة له سحر خاص، وخاصة الركن الجنوبي الشرقي حتى الحدود الشمالية لمحمية الدندر.
يغطي معظم مساحتها سهب يحمل نفس الاسم. وتنفرد بأنواع معينة من المواشي من جاموس وخرفان وماعز.

## التاريخ
كانت تابعة لإحدى ممالك النوبة النصرانية، وفي العهد الإسلامي كانت تابعة لسلطنة سنار.
الشكرية قبيلة في ارض البطانة في نسبهم اختلاف فينسبهم معظم النسابة إلى بشير بن ذبيان بن عبد الله الجهني وينتسبون في إحدى رواياتهم إلى قريش.واسمهم منسوب إلى شكير أو شكر واشتهر بنو شكر من عرب ربيعة الذين استقروا بمنطقة المعادن ثم تحركوا إلى البطانة وبنو ذبيان ليسو من جهينة بل هم من قيس عيلان المضرية ولكنهم جاوروا جهينة واختلطوا بها.
وتذكر رواية أخرى ان جدهم إبراهيم بن عون من نسل جعفر ابن ابي طالب انجب شكر جد الشكرية وبشير جد الامبادرية والبوادرة. اما شكر فانجب زيدان ابن شكر الذي انجب وحيش والد عجيب والد سعود والد تاجر الذي انجب احمر شوم والد ام بشر الذي انجب علي وعمارة الكشو والشاوي والتويم والد شاع الدين الذي انجب نايل والد عدلان الذي انجب محمد الاديغم والد قلبوس وحسن وعلي والد عوض الكريم أبو سن الذي انجب محمد وحمد (قتله برير البطحاني وهو والد محمد الذي انجب عمارة). واحمد بك والد عبد الله وعوض الكريم الذي انجب احمد (قتل في معركة الجوفة) وعبد الله الذي كان ناظرا عام 1920م وانجب عوض الكريم) أبو سن (
وقد بلغ الشكرية بقيادة السناب قمة مجدهم وينتسب ال ابي سن إلى شاع الدين بن التويم حوالي 1550م وقيل انه تربى مع الفونج بسنار وتزوج ابنة السلطان المسماة بياكي التي ترقد في قبر مجاور لقبره شمال شرق سفح جبل قيلي على حدود البطانة.. وولد شاع الدين ثلاثة اولاد: نايل جد النايلاب وعوض الكريم جد الحسناب والقدوراب وعدلان جد العدلاناب وإلى نايل واخيه النور ينتسب معظم الشكرية.
وعاش نايل حولي بداية القرن السابع عشر الميلادي ونسله كالأتي نايل _ عدلان _ محمد _ أبو علي _ علي _ عوض الكريم _ الذي انجب احمد بك ومحمد وحسن وعدلان وعمارة وحمد وعلي. وقد انجب احمد بك عددا كبيرا من الأبناء يزيدون على العشرين منهم: الحردلو وشاع الدين وعمارة وعوض الكريم وعبد الله وأبو عاقلة وحسان وإبراهيم ويوسف ومالك وعبد القادر وجعفر وعمر وعثمان ومحمود. وانجب ابنه عوض الكريم الملقب بأبي هلبة والذي منحته الحكومة التركية لقب باشا وخلف اباه عام 1870م وتوفي عام 1886م وانجب عددا كبيرا من الأبناء منهم حمد ومحمد وعلي الهد وعبد الله واخرون وتولي علي أبو سن اخ الشيخ عوض الكريم نظارة القبيلة بين عامي 1872و 1874 بدلاعن اخيه الشيخ عوض الكريم الذي اعيد للنظارة وتولي علي بن عوض الكريم أبو سن شياخة القبيلة لفترة قصيرة بعد والده وعمه وكان لقبه شيخا وليس ناظرا وبعد علي تولى اخوه عبد الله عوض الكريم الذي لم يكن له عقب فانتقلت النظارة من عوض الكريم إلى اخيه محمد عبد الله عوض الكريم ثم بعده إلى ابن اخيه محمد احمد حلمي أبو سن حوالي 1957م واستمر ناظرا على الشكرية برفاعة إلى وفاته عام 1987م وللشكرية شق اخر في منطقة جنوب البطانة مركزه القضارف وكان عوض الكريم عبد الله بن عوض الكريم خلال رئاستة للقبيلة برفاعة قد قام بتعيين ابن عمه الشيخ حمد بن محمد بن عوض الكريم وكيلا له لفرع القضارف واستمر إلى وفاته بنهاية الحرب العالمية الثانية وخلفه ابنه محمد حمد محمد عوض الكريم أبو سن واستمر إلى إلغاء الحكم الاهلي في بداية السبيعينيات وبعد وفاته وارجاع الحكم الاهلي تم تعيين حمد بن محمد حمد محمد عوض الكريم ليخلف اباها في أبريل 1989م وتوفي في أغسطس 1996م.
ووالدة احمد بك أبو سن وبعض اخوانه عركية. واولاد أبو سن حيران العركيين وقد نزلوا بهم أول الامر ثم منحهم الفونج ارض البطانة عام 1206هـ أيام السلطان بادي بن دكين.
وقد ظهر في تاريخهم أبو علي الذي قتل حوالي عام 1779م في معركة مع الفونج وخلفه ابنه عوض الكريم أبو سن الذي تعاون مع العبدلاب في تدمير اربجي عام 1784م وقد قتل عام 1802م في معركة مع البطاحين.
واعظم الشكرية صيتا احمد بك بن عوض الكريم الذي لعب دورا كبيرا في أيام الاتراك فكان مديرا للخرطوم من 1860م إلى وفاته عام 1870م ولكن احوال الشكرية تدهورت في المهدية لخلافهم مع الخليفة عبد الله الذي حاربهم واسر زعمائهم.
وأهم فروع الشكرية:
النايلاب (أبناء نايل بن شاع الدين ويشملون اسرة ابي سن.
والنواراب (أبناء النور شقيق شاع الدين ومعظمهم بكسلا وقليل منهم بأبي دليق.
الجلاهيب (الذين ينحدرون من جلهيب جد شاع الدين.
القدوراب (في منطقة الكاملين وهم مستقلون عن السناب وينحدرون من عوض الكريم اخ نايل.
ثم العدلاناب والحساناب حول جبل قيلي. ومن شاع الدين الحمدلاب والعوال.
ويضاف إلى هؤلاء مجموعات أخرى لاتنحدر من شاع الدين وبعضها مستقل عنهم منهم العيشاب والسدارنة والمهيدات والرتامات وهم أبناء رتيم ويقطنون في قرية ابوحريرة والداماب والهشيبات وكرو والحمداب ومنهم العمدة موسى ودالقصاص وتاي الله احمد فضل الله نائب والي ولاية الجزيرة محمد طاهر ايلا والفارس فضل المولى عبد الباقي (اولى)والعفصة والنزاويين والنوايمة.
وتذكر بعض الروايات من فروعهم أيضا أبناء زيدان بن شكير وهم العيشاب والبلعلاب والجبوراب والغوراب والكوانير والشهيواب والشاوياب والحساناب والقدرواب والعدلاناب والحمداب والعرفاب والدريشاب وتجعل بعض الروايات النوراب من الكبابيش من انباء النور ود التويم ومنهم الكليكاب ومن أبناء شكير الكنادير بعطبرا والوحيشات بالحصاحيصا والسعدوناب شرق رفاعة واولاد حمد سباق بقوز كبرو ومنهم الدخاخين حساناب اولاد عوض الكريم بن شاع الدين شرق رفاعة وينتسب عوض الكريم ابوسن كما يلي: عوض الكريم بن علي بن محمد بن الاديغم بن عدلان بن نايل بن شاع الدين بن التويم بن ام بشر ابن محمد بن احمد شوم بن تاجر ابن عجيب بن سعود بن محمد وحش ابن زيدان بن شكير بن ادريس بن احمد بن حسن بن عبد الله ابن عون بن جعفر بن المغيرة بن ابي طالب.
ويذكر ماكمايكل روايتين اخريين لنسب الشكرية من اسر أخرى اولاهم رواها احمد بن محمد الكقم بن حمد بن عبد الجبار بن حسن بن عبودة بن حامد بن مكي بن الحاج طايع بن محمد بن ليتات بن رنوب بن عبد الأعلى بن سعود بن وحش بن زيدان بن شكير بن ادريس بن علي بن محمد بن عبد مناف بن بدر بن حسن بن عون بن عبد الله الجواد بن جعفر الطيار بن ابي طالب.
وروى النسبة الأخرى علي ود التاي عمدة النوراب من الشكرية بالنيل الازرق عام 1912م وهي كالاتي: علي بن محمد بن التاي بن ادريس ابن حامد بن بدو بن علي بن بعشوم بن تاج ابن عجيب بن سعود بن وحش بن زيدان بن شكير ابن ادريس بن محمد بن علي بن حمد بن عبد الله بن بدر بن عبد مناف بن حسن بن عبد الله الجواد بن جعفر بن ابي طالب بن عبد المطلب ابن هاشم.
وتذكر رواية البني عامر ان اولاد منصور حفيد جعفر الصادق هم محمود (جد الالمدا بالبحر الاحمر) وعامر (جد البني عامر) وعمار (جد الامرار) وشكير جد الشكرية. وتذكر رواية شائعة ان جدهم ادريس بن محمد بن علي المذكور اعلاه انجب شكير جد الشكرية وبشير والد بادر الذي انجب وديع والد شعيب الذي انجب ك
ادريس جد الدباسيين محمد جربوع جد الجرابيع هنو جد الهنوواب قمر جد القمراب ابيض جد البياضة شاور جد الشيخ مكي الشابك المدفون بجبل القضارف حسن عاقر حسين نسله بعطبرا شميلة جد الشميلاب.